# Петров, Вадим Геннадьевич
Вадим Геннадьевич Петров (род. 11 июня 2000, Петропавловск) — казахстанский футболист, вратарь клуба «Кызыл-Жар».

## Карьера
Воспитанник петропавловского футбола. Футбольную карьеру начал в 2017 году в составе клуба «Кызыл-Жар СК» в первой лиге. 27 ноября 2020 года в матче против клуба «Кайсар» дебютировал в казахстанской Премьер-лиге. 10 июля 2021 года в матче против клуба «СДЮСШОР № 8» дебютировал в кубке Казахстана.

## Достижения
«Кызыл-Жар»
- Победитель Первой лиги: 2019
- Серебряный призёр Первой лиги: 2017

## Статистика
| Клуб             | Сезон            | Лига | Лига | Кубки | Кубки | Еврокубки | Еврокубки | Итого | Итого |
| Клуб             | Сезон            | Игры | Голы | Игры  | Голы  | Игры      | Голы      | Игры  | Голы  |
| ---------------- | ---------------- | ---- | ---- | ----- | ----- | --------- | --------- | ----- | ----- |
| Кызыл-Жар        | 2017             | —    | —    | —     | —     | —         | —         | —     | —     |
| Кызыл-Жар        | 2019             | 1    | 0    | —     | —     | —         | —         | 1     | 0     |
| Кызыл-Жар        | 2020             | 2    | -2   | —     | —     | —         | —         | 2     | -2    |
| Кызыл-Жар        | 2021             | 1    | 0    | 2     | -2    | —         | —         | 3     | -2    |
| Кызыл-Жар        | 2022             | 1    | -2   | 5     | -10   | 0         | 0         | 6     | -12   |
| Кызыл-Жар        | 2023             | 2    | -1   | 3     | 0     | —         | —         | 5     | -1    |
| Кызыл-Жар        | 2024             | 13   | -18  | 1     | -2    | —         | —         | 14    | -20   |
| Кызыл-Жар        | Итого            | 20   | -23  | 11    | -14   | 0         | 0         | 31    | -37   |
| → Кызыл-Жар М    | 2018             | 27   | -66  | —     | —     | —         | —         | 27    | -66   |
| → Кызыл-Жар М    | 2020             | 4    | -3   | —     | —     | —         | —         | 4     | -3    |
| → Кызыл-Жар М    | 2021             | 13   | -34  | —     | —     | —         | —         | 13    | -34   |
| → Кызыл-Жар М    | 2022             | 15   | -44  | —     | —     | —         | —         | 15    | -44   |
| → Кызыл-Жар М    | 2023             | 4    | -6   | —     | —     | —         | —         | 4     | -6    |
| → Кызыл-Жар М    | Итого            | 63   | -153 | —     | —     | —         | —         | 63    | -153  |
| Всего за карьеру | Всего за карьеру | 83   | -176 | 11    | -14   | 0         | 0         | 94    | -190  |